# Creterotesis coprolithica
Creterotesis coprolithica is een fossiele soort schietmot uit de familie Leptoceridae.